# Melleran
Melleran ist eine französische Gemeinde mit 479 Einwohnern (Stand 1. Januar 2022) im Département Deux-Sèvres in der Region Nouvelle-Aquitaine (vor 2016 Poitou-Charentes). Sie gehört zum Arrondissement Niort und zum Kanton Melle.

## Geographie
Melleran liegt etwa 45 Kilometer ostsüdöstlich von Niort. Umgeben wird Melleran von den Nachbargemeinden Alloinay im Westen und Norden, Clussais-la-Pommeraie im Nordosten, La Chapelle-Pouilloux im Osten,  Lorigné im Südosten sowie Valdelaume im Süden und Südwesten.

## Bevölkerungsentwicklung
| Jahr                       | 1962 | 1968 | 1975 | 1982 | 1990 | 1999 | 2006 | 2013 | 2019 |
| Einwohner                  | 844  | 750  | 701  | 631  | 587  | 522  | 510  | 522  | 488  |
| Quellen: Cassini und INSEE |      |      |      |      |      |      |      |      |      |

## Sehenswürdigkeiten
- Kirche Notre-Dame aus dem 12. Jahrhundert

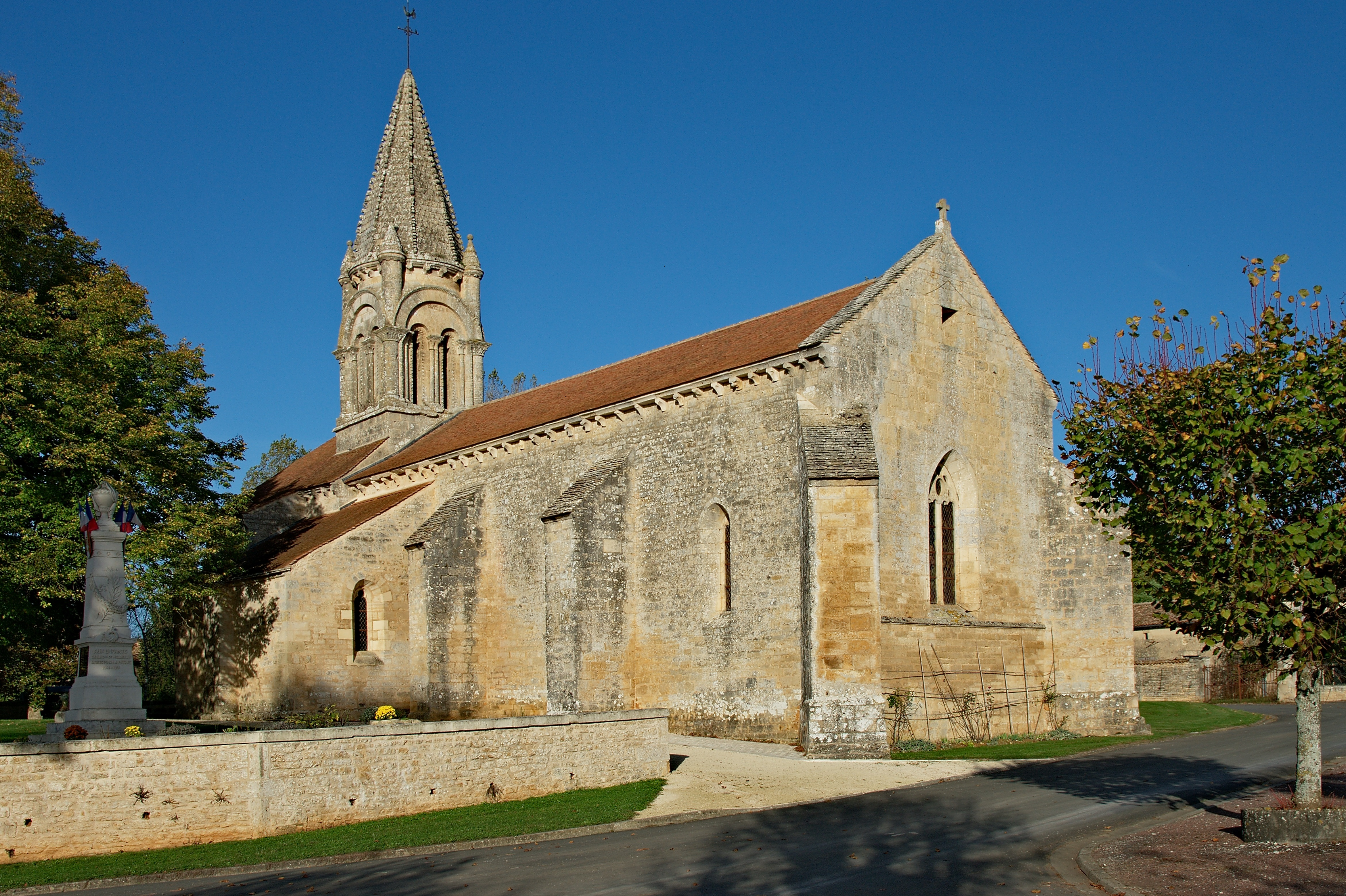
Kirche Notre-Dame

## Persönlichkeiten
- Claire Sainte-Soline (1891–1967), Schriftstellerin und Physikerin